# Teichodontium
Teichodontium là một chi rêu trong họ Orthotrichaceae.